# ゴー・アウェイ・リトル・ガール
「ゴー・アウェイ・リトル・ガール」（Go Away Little Girl）は、ジェリー・ゴフィンとキャロル・キングが作詞作曲した楽曲。1962年と1971年にそれぞれ異なるアーティストによってビルボードのポップチャートの1位を記録した。

## スティーヴ・ローレンスのバージョン
本作品を最初に歌ったのはボビー・ヴィーである。ボビー・ヴィーのバージョンは1962年3月28日に発表され、続いて同年10月12日にスティーヴ・ローレンスがシングルA面曲として発表した。
1963年1月12日から1月19日にかけて、2週連続でビルボード・Hot 100の1位を獲得した。また同時にビルボードのイージー・リスニング・チャートでも1位を記録した。
当時の人気歌手やグループはこぞってこの歌をカバーした。マーク・ウィンター、デル・シャノン、ボビー・ライデル、レターメン、フリートウッズ、ディオン、ボビー・ゴールズボロ、ジョニー・マティス、マリーナ・ショウ、ザ・ハプニングスなどが例として挙げられる。ハプニングスのバージョンはビルボードのチャートで12位を記録した。

## ダニー・オズモンドのバージョン
オズモンズの主要メンバーであるダニー・オズモンドは1971年からソロ活動を開始。同年7月31日にシングルA面曲として発売されたダニーのバージョンは、9月11日から9月25日にかけて3週連続でビルボード・Hot 100の1位を獲得した。同年10月11日発売のセカンド・ソロ・アルバム『To You with Love, Donny』に収録された。
ダニーのヒットの影響により南沙織やフィンガー5がカバーした。笠井紀美子（1973年）、ケイコ・リー（1997年）らのカバー・バージョンもある。